# نظریه گراف شیمی
نظریه گراف شیمی، شاخه توپولوژی شیمی ریاضی است که نظریه گراف را برای مدل‌سازی ریاضی پدیده‌های شیمیایی به کار می‌برد. پیشگامان نظریه گراف شیمی عبارتند از: الکساندرو بالابان، آنته گراواک، ایوان گوتمن، هارو هوسویا، میلان رندیچ و نناد ترینیستیچ (همچنین هری وینر و پژوهشگران دیگر). در سال ۱۹۸۸ اعلام شد که صدها محقق در این زمینه پژوهش کرده و سالانه حدود ۵۰۰ مقاله منتشر کرده‌اند. تعدادی تک نگاری در این زمینه علمی نوشته شده‌است، از جمله متن دو جلدی جامع توسط ترینایستیچ، نظریه گراف شیمیایی، که این رشته تحقیق را تا اواسط دهه ۱۹۸۰ خلاصه کرده‌است.
طرفداران این نظریه معتقدند که ویژگی‌های یک گراف شیمی (یعنی یک گراف که نمایش ساخنار یک مولکول است) بینش ارزشمندی را در مورد پدیده‌های شیمیایی ارائه می‌دهد. برخی دیگر معتقدند که گراف‌ها فقط نقش حاشیه ای در تحقیقات شیمیایی دارند. یکی از گونه‌های موجود در این نظریه، نمایش مواد به عنوان گرافهای اقلیدسی نامتناهی است، به ویژه کریستال‌ها که توسط گراف‌های تناوبی نمایش داده می‌شود.